# Forte de Santo António (Praia da Vitória)
O Forte de Santo António localizava-se na freguesia do Cabo da Praia, concelho da Praia da Vitória, na costa oeste da ilha Terceira, nos Açores.
Em posição dominante sobre este trecho do litoral, constituiu-se em uma fortificação destinada à defesa deste ancoradouro contra os ataques de piratas e corsários, outrora frequentes nesta região do oceano Atlântico. Erguia-se entre o Forte de São Jorge e o Forte de São Bento, com os quais cooperava.

## História
No contexto da Guerra da Sucessão Espanhola (1702-1714) encontra-se referido como "O Forte de Santo António." na relação "Fortificações nos Açores existentes em 1710".
Com a instalação da Capitania Geral dos Açores, o seu estado foi assim reportado:
"21º - Forte de Santo Antonio. Está reformado de novo; tem quatro canhoneiras e duas peças de ferro boas com os seus reparos capazes, precisa de duas com os seus reparos e para se guarnecer quatro artilheiros e dezeseis auxiliares."
Encontra-se referido no relatório "Revista dos fortes e reductos da ilha Terceira", do capitão de Infantaria Francisco Xavier Machado (1772).
Encontra-se referido como "20. Forte de S. Ant.º" no relatório "Revista aos fortes que defendem a costa da ilha Terceira", do Ajudante de Ordens Manoel Correa Branco (1776), que apenas assinala: "Está reedificado de novo, náo careçe de obra algua."
A "Relação" do marechal de campo Barão de Bastos em 1862 localiza-o na freguesia de Porto Martim e informa que dele "Apenas existem os vestígios".
Esta estrutura não chegou até aos nossos dias.